# Tatiana Crkoňová
Tatiana Crkoňová est une ancienne joueuse slovaque de volley-ball née le 7 janvier 1992 à Považská Bystrica. Elle mesure 1,86 m et jouait au poste de centrale. Elle a totalisé 37 sélections en équipe de Slovaquie.

## Clubs
| Club                    | De        | À         |
| ----------------------- | --------- | --------- |
| VK Považská Bystrica    | 2002-2003 | 2007-2008 |
| VK Doprastav Bratislava | 2008-2009 | 2012-2013 |
| Ladies in Black Aachen  | 2013-2014 | 2015-2016 |
| VC Neuwied 77           | 2016-2017 | 2016-2017 |

## Palmarès

### Équipe nationale
- Ligue européenne
  - Finaliste : 2016.

### Clubs
- Championnat de Slovaquie
  - Vainqueur : 2009, 2012.
  - Finaliste : 2011, 2013.
- Coupe de Slovaquie
  - Vainqueur : 2009, 2011, 2012.
  - Finaliste : 2010, 2013.
- Coupe d'Allemagne
  - Finaliste : 2015.